# Ferenc Várkői
Ferenc Várkői (ur. 27 stycznia 1916 w Csongrádzie, zm. 12 listopada 1987 w Peczu) – węgierski gimnastyk, medalista olimpijski z Letnich Igrzysk Olimpijskich z 1948 roku.